# Борос Дьюпарк
Борос Дьюпарк — зоопарк площадью 40 гектаров (99 акров) в северной части центральной части Буроса, Швеция. В нем около 500 животных 80 различных видов. Зоопарк был основан в 1962 году Зигвардом Берггреном, который был его менеджером до 1969 года.
Борос Дьюпарк является членом Европейской ассоциации зоопарков и аквариумов (EAZA). Это единственный зоопарк в Швеции, в котором есть африканский слон.

## Список животных
- Лев
- Амурский тигр
- Южноафриканский гепард
- Гиеновидная собака
- Бурый медведь
- Серый волк
- Рысь
- Росомаха

- Африканский слон
- Белый носорог
- Жираф
- Обыкновенная канна
- Калао-трубач
- Розовый фламинго
- Египетский гусь
- Африканский буйвол
- Зебра Гранта

- Енот
- Страус
- Блесбок
- Обыкновенная цесарка
- Обыкновенный шимпанзе
- Борнейский орангутанг
- Хохлатый макак
- Лар Гиббон
- Эдипов тамарин

- Полосатый мангуст
- Королевский питон
- Лось
- Финский северный олень
- Зубр
- Бонго
- Длинномордый тюлень
- Пингвин Гумбольдта
- Обыкновенный павлин

Есть также некоторые сельскохозяйственные животные, такие как коровы, лошади, овцы, козы, утки и свиньи.

## Сохранение
Как член Европейской ассоциации зоопарков и аквариумов, зоопарк участвует в девяти из примерно 130 программ разведения, спонсируемых Европейской программой по исчезающим видам (EEP).